# هو وان تونگ
هو وان تونگ (انگلیسی: Ho Wan Tung؛ زادهٔ ۲۹ مهٔ ۱۹۹۶) بازیکن فوتبال است.
وی همچنین در تیم‌های ملی فوتبال Hong Kong women's national futsal team و زنان هنگ کنگ بازی کرده‌است.